# Muslimgauze
Muslimgauze, bürgerlich Bryn Jones, (* 17. Juni 1961 in Manchester; † 14. Januar 1999 ebenda) war ein britischer Musiker aus dem Bereich der elektronischen Musik, der sein Werk der Unterstützung der „arabischen Sache“ im Nahen Osten widmete.

## Leben
Er sprach sich für die Hamas und die PLO aus und vertrat die Ansicht, dass Israel/Palästina von den Zionisten besetzt sei. Er hat selbst den Nahen Osten nie besucht, weil er es für falsch hielt, ein besetztes Land als Tourist zu betreten. Der Name Muslimgauze soll ein Wortspiel sein, zusammengesetzt aus Muslim sowie engl. „muslin“ für Musselin und „gauze“ für Gaze. Trotz des Namens seines Musikprojekts betonte Jones, dass er an Religion nicht interessiert sei.
Er war ein ausgesprochener Gegner der Verwendung von Computern und Samplern in der Musik und nahm sein Material stets mit rein analoger Ausrüstung auf. Jones nahm sich selbst beim Spielen diverser im Nahen Osten gebräuchlicher Musikinstrumente, in erster Linie Perkussion, auf und nahm Stimmen und Geräusche aus der Region von alten Tonbändern oder aus Radiosendungen auf, die oft rhythmisch wiederholt wurden. Alle seine Aufnahmen waren primär live und wurden nachträglich bearbeitet und abgemischt. Das Ergebnis dieses Prozesses klang oft laut und statisch, mit plötzlichen Lautstärkewechseln.
Muslimgauze hat eine Fülle von Alben produziert. Jedes einzelne davon war nach einem politischen Fakt oder Ereignis benannt oder davon inspiriert. Seine Alben wurden üblicherweise in Auflagen von 200 bis 1000 veröffentlicht. Durch das Interesse an seinem Werk kommt es immer wieder zu Nachpressungen oder es werden neue Zusammenstellungen veröffentlicht.
Er begann 1982 Musik zu produzieren, zunächst unter dem Namen E.g Oblique Graph., damals um gegen die Besetzung des Libanons durch Israel zu protestieren. Unter diesem Namen veröffentlichte er drei Cassetten: Extended Play (1982), Piano Room (1982) und Inhalt (1983) sowie mit triptych (1982) eine 4-track 7" EP, die mit dem Stück Studies of the red pope insoweit ein Kuriosum enthielt, als hier eine weibliche Person auf Deutsch den Text eines Urlaubsbriefes vorlas, den sie gerade schrieb, während im Hintergrund elektronische Klänge zu hören sind. Thomas Elbern spielte das Stück am 28. Juli 1987 in seiner WDR 1 Radiosendung Graffiti unter dem Kommentar „Urlaubsgrüße der ganz besonderen Art“.
1983 änderte Bryn Jones seinen Namen in Muslimgauze und gab eine EP (Hammer & Sickle), seine erste LP (Kabul) und eine weitere Cassette (Opaques), heraus, alle 1983. 1990 wurde er beim Label Extreme angenommen, von wo er 1994 zum niederländischen Label Staalplaat und dem US-amerikanischen Soleilmoon wechselte. Er hatte für sieben Alben bis dahin kein Geld erhalten, sodass er in finanzielle Schwierigkeiten geriet.
1995 produzierte er sechs Alben, 1996 fünfzehn, 1997 neun und 1998 sechzehn. Nach seinem Tod veröffentlichten die diversen Labels, mit denen er zusammengearbeitet hatte, unveröffentlichtes Material und brachten vergriffene Alben neu heraus, sodass 1999 22 neue bzw. wiederveröffentlichte Alben erschienen.
Am Mittwoch, dem 30. Dezember 1998 wurde Bryn Jones mit einer unbekannten Erkrankung in ein Krankenhaus in Manchester eingeliefert. Es stellte sich heraus, dass er an einer seltenen Pilzerkrankung litt. Die Behandlung blieb ohne Erfolg, die Organfunktionen versagten und er verstarb am 14. Januar 1999.

## Zitate
„Sie mögen vielleicht Wodka. Ich mag arabische Kultur.“
„Ich bin nicht religiös. Das bringt nur Ärger. Wenn andere Leute glauben, ist das deren Sache, für mich ist das nichts.“
Auf die Frage nach Resonanz auf die Musik in den arabischen Ländern: „Null. Keine. Aber wir erwarten auch keine. Das ist nicht wichtig.“

## Diskografie (Auswahl)
- 1982: Extended Play, Kinematograph Tapes
- 1983: Inhalt,  Kinematograph Tapes
- 1984: Hunting Out with an Aerial Eye, Limited Editions
- 1985: Blinded Horses, Limited Editions
- 1987: Jazirat-Ul-Arab, Limited Editions
- 1988: The Rape of Palestine, Limited Editions
- 1989: Uzi, Parade Amoureuse
- 1990: Intifaxa, Extreme Records
- 1991: United States of Islam, Extreme Records
- 1993: Vote Hezbollah, Soleilmoon
- 1994: Emak Bakia, Concrete
- 1995: Salaam Alekum, Bastard, Soleilmoon
- 1996: Gun Aramaic, Soleilmoon
- 1997: Gulf Between US, Soleilmoon
- 1998: Vampire of Tehran, Staalplaat

postum:
- 1999: Hussein Mahmood Jeeb Tehar Gass, Soleilmoon
- 1999: Hand of Fatima, Soleilmoon
- 2000: Sufiq, Soleilmoon
- 2001: Kashmiri Queens, Staalplaat
- 2002: Hamas Cinema Gaza Strip, Staalplaat
- 2003: Iranair Inflight Magazine, Staalplaat
- 2004: Azzazin, Staalplaat
- 2015: Abyssinia Selasie, Staalplaat